# Adam Straith
Adam Straith (Victoria, Columbia Británica, Canadá, 11 de septiembre de 1990) es un futbolista canadiense que juega como defensor.

## Biografía
Es hijo de una familia ligada al deporte, su padre Kane jugó al Rugby al igual que su hermano Lucas, mientras que su otro hermano Manny juega al fútbol. Su padre nació en Victoria, mientras que su madre nació en Nelson; Tenía 2 años cuando su familia se trasladó desde Surrey a Victoria. A los 6 años comenzó a jugar en Estados Bays SC.

## Selección nacional
Ha sido internacional con la selección de fútbol de Canadá en 43 ocasiones sin anotar goles.

## Clubes
| Club                       | País     | Año       |
| -------------------------- | -------- | --------- |
| Whitecaps Residency        | Canadá   | 2008-2009 |
| Energie Cottbus            | Alemania | 2009-2012 |
| 1. FC Saarbrücken (cedido) | Alemania | 2012      |
| 1. FC Saarbrücken          | Alemania | 2012-2013 |
| SV Wehen Wiesbaden         | Alemania | 2013-2014 |
| Fredrikstad FK             | Noruega  | 2015-2016 |
| FC Edmonton                | Canadá   | 2017      |
| Sportfreunde Lotte         | Alemania | 2017-2019 |
| Hansa Rostock              | Alemania | 2019-2020 |